# 1843 au Canada
Pour un article plus général, voir Chronologie du Canada.
Cet article traite des événements qui se sont produits durant l'année 1843 au Canada.

## Événements

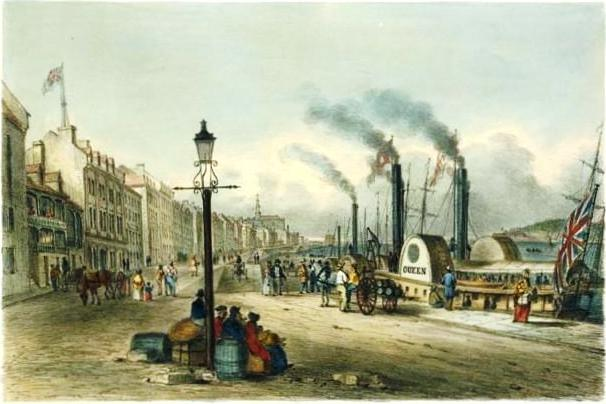
Bateau à vapeur Wharf au port de Montréal

- 25 mars : Ignace Bourget contribue à fonder les Sœurs de la Providence auxquelles Émilie Gamelin se joint.
- 30 mai : Sir Charles Metcalfe est nommé gouverneur général du Canada (fin en 1845).
- Fondation de Victoria sur l'Île de Vancouver par la Compagnie de la Baie d'Hudson.
- Tenu de compétition athlétique à Montréal appelé Jeux olympiques.
- Mise en place de la 17e assemblée générale de la Nouvelle-Écosse (en).

## Naissances
- 24 février : Adolphe-Philippe Caron (politicien) († 20 avril 1908)
- 4 mai : Cornelius O'Brien, évêque d'Halifax.
- 8 août : Alfred Duclos DeCelles (journaliste) († 21 décembre 1925)

## Décès
- x